# Campo Novo

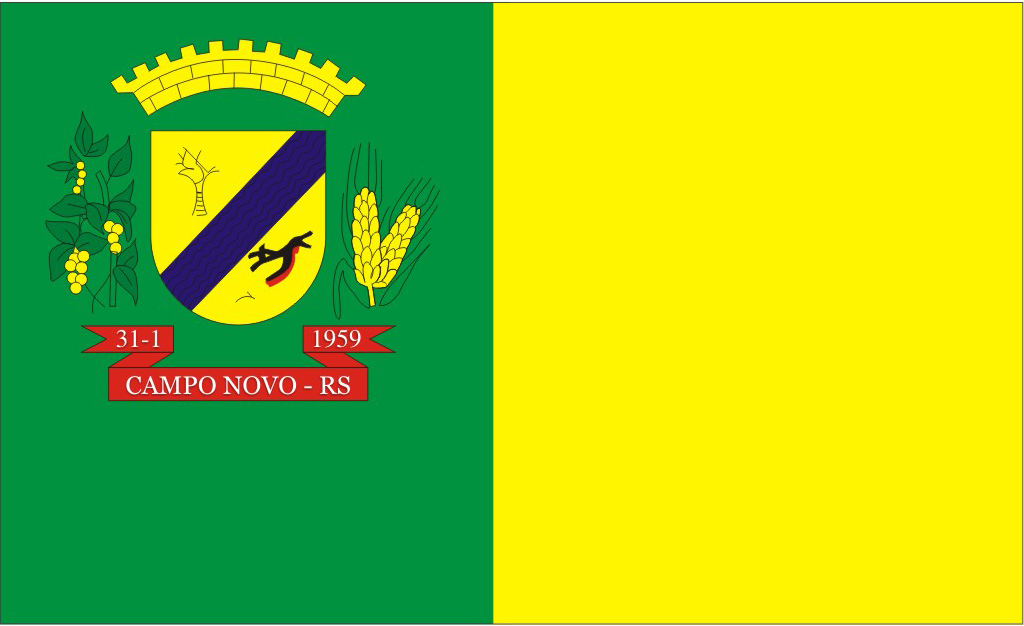
Bandera de Campo Novo, Brasil.

Campo Novo es un municipio brasilero del estado de Rio Grande do Sul.
Se encuentra ubicado a una latitud de 27º40'31"  Sur y una longitud de 53º48'12" Oeste, estando a una altitud de 437 metros sobre el nivel del mar. Su población estimada para el año 2004 era de 6.467 habitantes.
Ocupa una superficie de 222,91 km².
- Datos: Q1786685
- Multimedia: Campo Novo (Rio Grande do Sul) / Q1786685